# Barnanyakú szirtifogoly

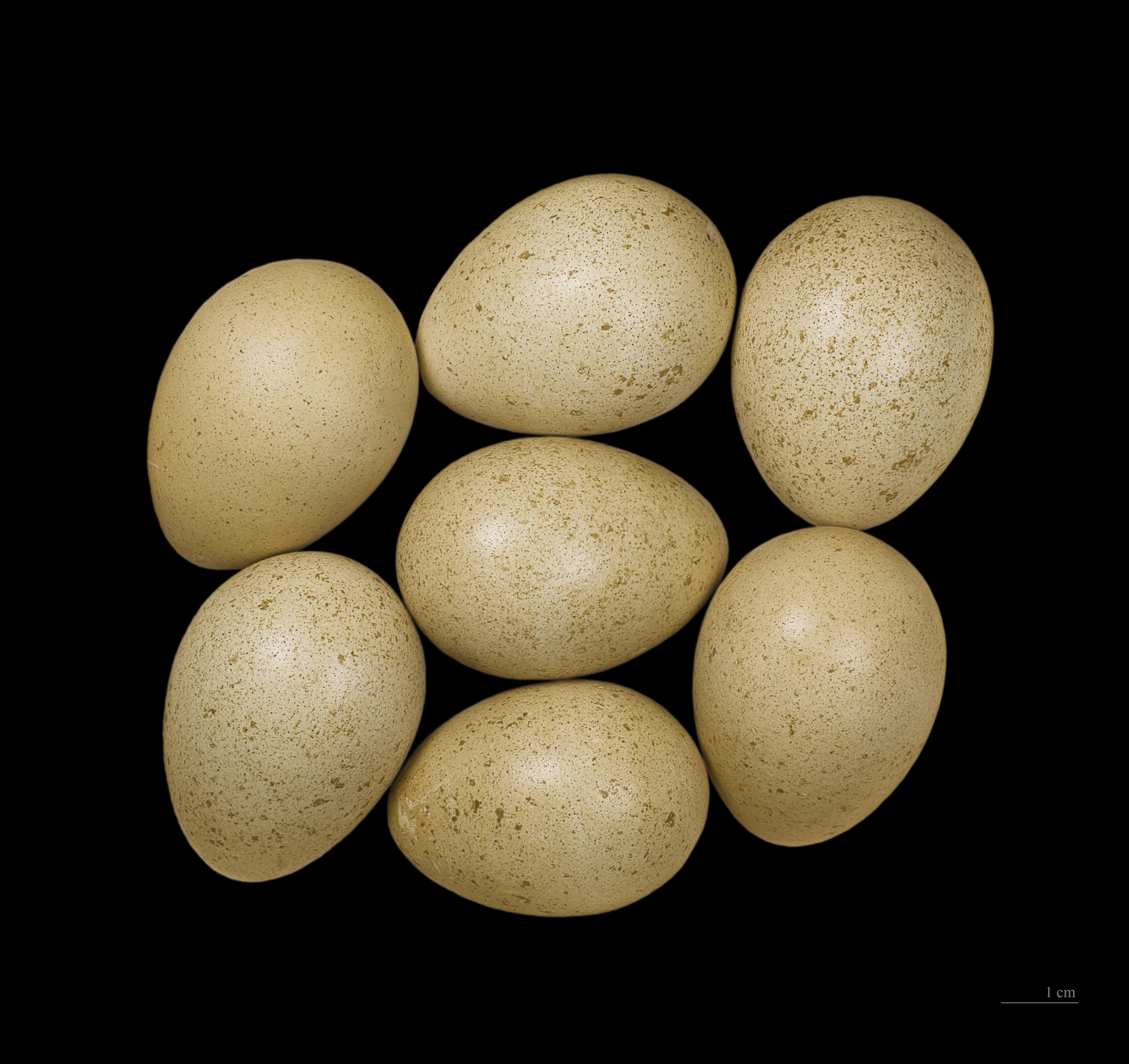
Alectoris barbara

A barnanyakú szirtifogoly (Alectoris barbara) a madarak osztályának tyúkalakúak (Galliformes) rendjébe és a fácánfélék (Phasianidae) családjába tartozó faj.
Gibraltár hivatalos madara.

## Elterjedése
Spanyolország, Gibraltár, Algéria, Csád, Egyiptom, Líbia, Mauritánia, Marokkó, Tunézia és Nyugat-Szahara területén honos.

## Alfajai
- Alectoris barbara barbara
- Alectoris barbara barbata
- Alectoris barbara duprezi
- Alectoris barbara koenigi
- Alectoris barbara spatzi
- Alectoris barbara theresae

## Megjelenése
Testhossza 32–34 centiméter, szárnyfesztávolsága 46-49 centiméter, tömege 380-730 gramm.
|  |

## Szaporodása
Fészekalja 10-16 tojásból áll.